# Dominique Sam Abouo
Dominique Sam Abouo est un footballeur ivoirien, né le 26 décembre 1973 à Abidjan. Il a remporté la coupe d'Afrique des nations (CAN) en 1992. Il était défenseur. 

## Carrière
- 1991-1993 : ASEC Mimosas
- 1993-1994 : AS Monaco
- 1994-1998 : Al Nasr Riyad
- 1998 : ASEC Mimosas
- 1998-2000 : KSC Lokeren
- 2000-2001 : Siirt-JETPA Spor
- 2001-2002 : KFC Verbroedering Geel
- 2002-2003 : KFC Mol-Wezel[1]